# Ježíš v křesťanství

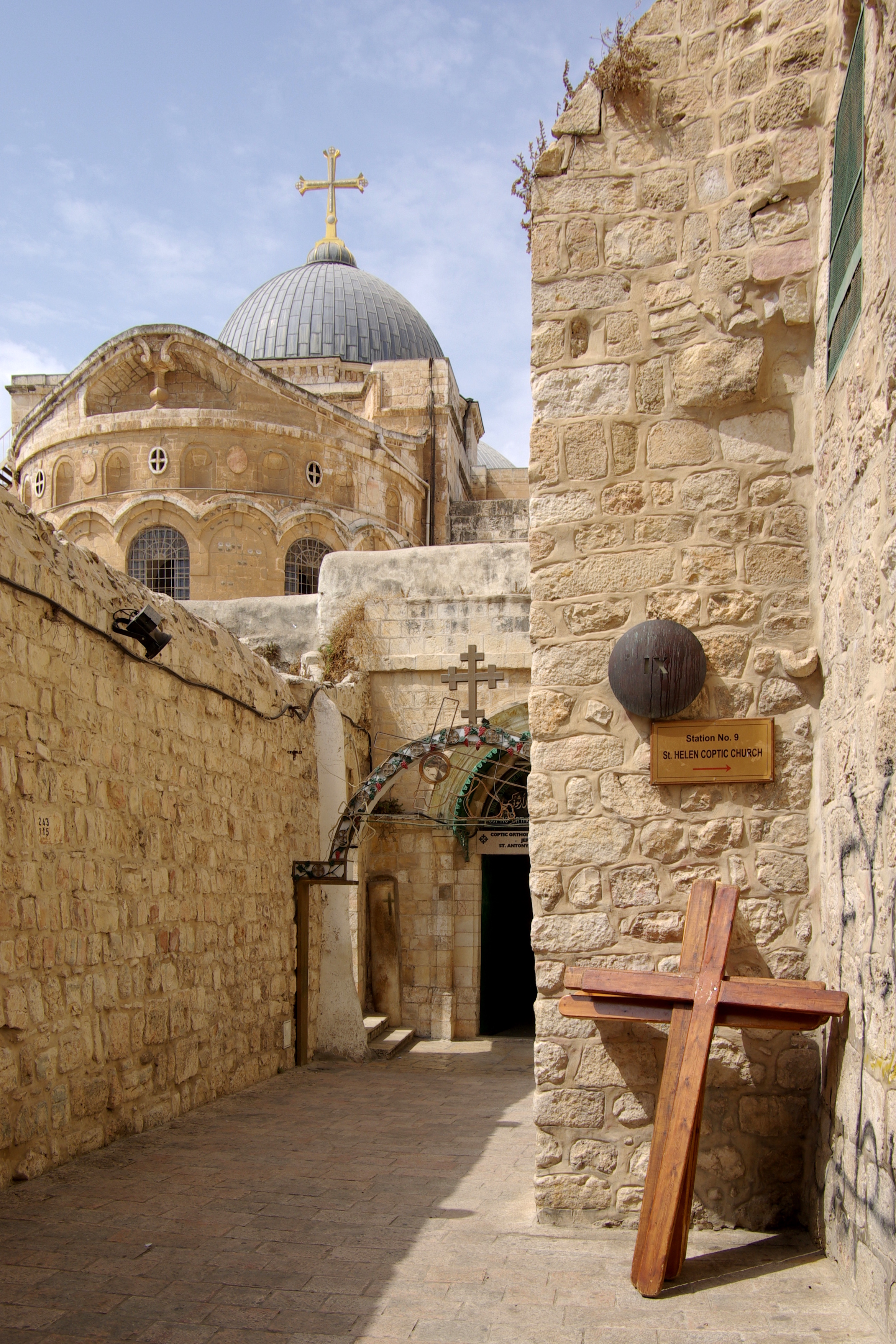
Boží hrob v Jeruzalémě

V křesťanství se věří, že Ježíš je Boží Syn, jak je napsáno v biblickém Novém zákoně, a v hlavních křesťanských denominacích je to Bůh Syn, druhá osoba v Nejsvětější Trojici. Křesťané věří, že je mesiášem neboli spasitelem (a dávají mu titul Kristus), který byl předpovězen v biblickém Starém zákoně. Křesťané věří, že skrze Ježíšovo ukřižování a vzkříšení Bůh nabízí lidem spásu a věčný život, přičemž Ježíšova smrt vykoupila všechny hříchy a smířila lidstvo s Bohem.
Toto učení zdůrazňuje, že Ježíš se jako Beránek Boží rozhodl trpět přibitý na kříži na Kalvárii na znamení své poslušnosti Boží vůli, jako „prostředník a služebník Boha“. Ježíšova volba ho staví do pozice člověka poslušného, na rozdíl od Adamovy neposlušnosti. Podle Nového zákona poté, co ho Bůh vzkřísil z mrtvých, Ježíš vystoupil na nebesa, aby usedl po Boží pravici, a jeho následovníci očekávají jeho návrat na zem a následný Boží poslední soud.
Podle kanonických evangelií se Ježíš narodil z panny, vyučoval ostatní Židy, jak následovat Boha (někdy s použitím podobenství), konal zázraky a shromažďoval učedníky. Křesťané obecně věří, že toto vyprávění je historicky pravdivé.
Ačkoli se o Ježíšově podstatě vedou teologické debaty, trinitární křesťané věří, že Ježíš je Logos, vtělený Bůh, Bůh Syn a „pravý Bůh a pravý člověk“ – zároveň plně božský i plně lidský. Ježíš se stal ve všech ohledech plně člověkem, trpěl bolestmi a pokušeními smrtelného člověka, a přesto nezhřešil.

## Jádro učení
Ačkoli se křesťanské názory na Ježíše liší, je možné shrnout klíčové prvky víry sdílené hlavními křesťanskými denominacemi analýzou jejich katechetických nebo konfesijních textů. Křesťanské názory na Ježíše vycházejí z různých biblických zdrojů, zejména z kanonických evangelií a novozákonních listů, jako jsou Pavlovy epištoly. Křesťané převážně zastávají názor, že tato díla jsou historicky pravdivá.
Ty křesťanské skupiny nebo denominace, které se hlásí k tomu, co se považuje za biblicky ortodoxní křesťanství, se téměř všechny shodují na tom, že Ježíš:
- se narodil z panny
- je lidskou bytostí, která je zároveň plně Bohem
- nikdy během své existence nezhřešil
- byl ukřižován a pohřben do hrobu
- třetího dne vstal z mrtvých
- nakonec vystoupil zpět k Bohu Otci
- přijde opět na zem[15]

Některé skupiny, které se považují za křesťanské, zastávají názory, které jsou považovány za heterodoxní. Například vyznavači monofyzitismu odmítají myšlenku, že Kristus má dvě přirozenosti, jednu lidskou a druhou božskou.
Pěti hlavními milníky v evangelijním vyprávění o Ježíšově životě jsou jeho křest, proměnění, ukřižování, zmrtvýchvstání a nanebevstoupení. Tyto události jsou obvykle ohraničeny dvěma dalšími epizodami: jeho narozením na začátku a sesláním Parakléta (Ducha svatého) na konci. Evangelijní vyprávění o Ježíšově učení jsou často prezentována z hlediska specifických kategorií zahrnujících jeho „skutky a slova“, např. jeho působení, podobenství a zázraky.
Křesťané přikládají teologický význam nejen Ježíšovým skutkům, ale také jeho jménu. Úcta k Ježíšovu jménu sahá až do nejranějších dob křesťanství a dnes existuje jak ve východním, tak v západním křesťanství – katolickém i protestantském.
Křesťané většinou vyznávají, že Ježíš svým životem, smrtí a vzkříšením obnovil společenství lidstva s Bohem krví Nové smlouvy. Jeho smrt na kříži je chápána jako vykupitelská oběť: zdroj spásy lidstva a odčinění hříchu, který vstoupil do lidských dějin Adamovým hříchem.

## Kristus,Logosa Syn Boží

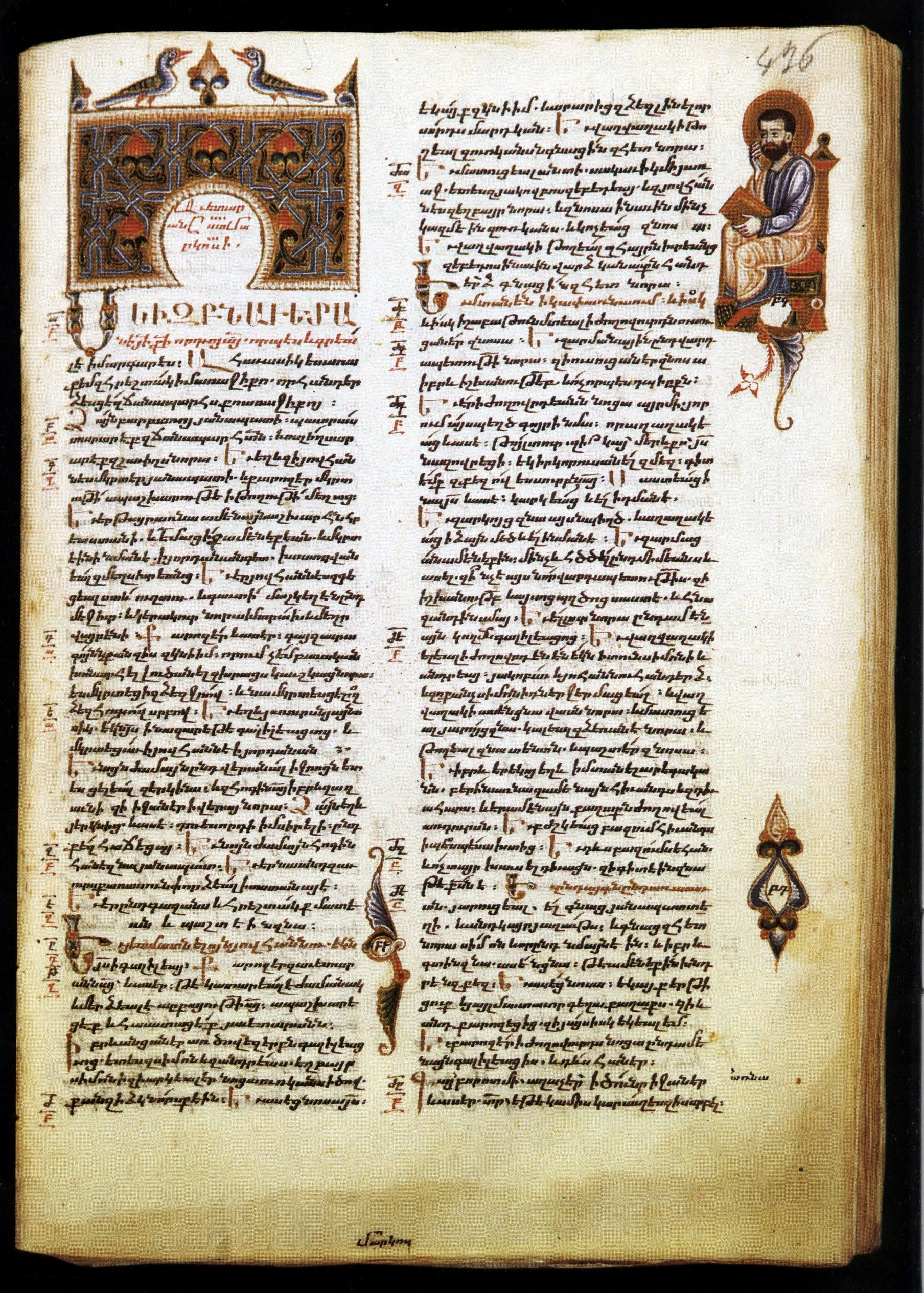
První strana evangelia podle Marka, autor Sargis Pitsak (14. století): „Začátek evangelia o Ježíši Kristu, Synu Božím“.

A za koho mě pokládáte vy? Odpověděl mu pouze Šimon Petr: Ty jsi Kristus, Syn živého Boha.
– Mt 16, 15–16 (Kral, ČEP)
Ježíš je prostředník, ale [...] tento titul znamená víc než jen někoho mezi Bohem a člověkem. Není jen třetí stranou mezi Bohem a lidmi. [...] Jako pravý Bůh přináší Boha lidstvu. Jako pravý člověk přivádí lidstvo k Bohu.
Většina křesťanů obecně považuje Ježíše za Krista, dlouho očekávaného Mesiáše a jediného Božího Syna. Úvodní slova Markova evangelia – Mk 1, 1 (Kral, ČEP): „Počátek evangelia o Ježíši Kristu, Synu Božím“, poskytují Ježíši dva odlišné přívlastky: Kristus a Syn Boží. Jeho božství je znovu potvrzeno v Mk 1, 11 (Kral, ČEP). Matouš – Mt 1, 1 (Kral, ČEP), který začíná označením Ježíše za Krista a v 16. verši – Mt 1, 16 (Kral, ČEP) to znovu vysvětluje potvrzením: „Ježíš, řečený Kristus“.
V Pavlových listech je slovo Kristus tak úzce spojeno s Ježíšem, že pro první křesťany zřejmě nebylo třeba tvrdit, že Ježíš je Kristus, protože to mezi nimi bylo považováno za všeobecně přijímané. Proto mohl Pavel používat výraz Christos bez nejasností ohledně toho, koho označuje, a stejně jako v 1Kor 4, 15 (Kral, ČEP) a Řím 12, 5 (Kral, ČEP) mohl používat výrazy jako „v Kristu“ pro označení Ježíšových následovníků.
V Novém zákoně se titul „Boží Syn“ vztahuje na Ježíše při mnoha příležitostech, od zvěstování až po ukřižování. Prohlášení, že Ježíš je Boží Syn, učinilo v Novém zákoně mnoho osob a dvakrát Bůh Otec jako hlas z nebe a potvrdil ho i sám Ježíš.
V christologii byl koncept, že Kristus je Logos (tj. „Slovo“), důležitý pro zavedení učení o božství Krista a jeho postavení jako Božího Syna v Nejsvětější Trojici, jak je uvedeno v chalcedonském vyznání víry. To vychází z úvodu Janova evangelia, který se do češtiny běžně překládá jako: „Na počátku bylo Slovo a to Slovo bylo u Boha a to Slovo bylo Bůh“. λόγος se v původní koiné řečtině překládá jako Slovo a v teologickém diskurzu se často ponechává v české transliterované podobě Logos. Nejjednodušší způsob, jak tomu rozumět, je učení, že Ježíš (Boží Slovo) vyšel z lůna Boha Otce a stal se živou bytostí, která se pak nadpřirozenou cestou proměnila v plod v lůně (Panny Marie), jak to vyznávají věřící v Krista.
Preexistence Krista se vztahuje na existenci Krista před jeho vtělením jako Ježíše. Jednou z relevantních novozákonních pasáží je Jan 1, 1–18 (Kral, ČEP), kde je Kristus v trinitárním pojetí ztotožňován s preexistující božskou hypostazí zvanou Logos neboli Slovo. Toto učení je zopakováno v Jan , 17 (Kral, ČEP), když Ježíš během řeči na rozloučenou mluví o slávě, kterou měl u Otce „dříve, než byl svět“. V Jan 17, 24 (Kral, ČEP) se také mluví o tom, že Otec miloval Ježíše „před založením světa“. Netrinitární názory na preexistenci Krista se liší, někteří ji odmítají, jiní přijímají.
Po apoštolském období, od 2. století, se rozvinulo několik sporů o to, jak je v Ježíšově osobě spojeno lidské a božské. Nakonec byl v roce 451 na Chalcedonském koncilu vysloven koncept hypostatické unie, tedy že Ježíš je zároveň plně božský i plně lidský. Rozdíly mezi křesťanskými denominacemi však pokračovaly i poté, přičemž některé hypostatickou unii odmítaly ve prospěch monofyzitismu.

## Vtělení, Narození a Druhý Adam

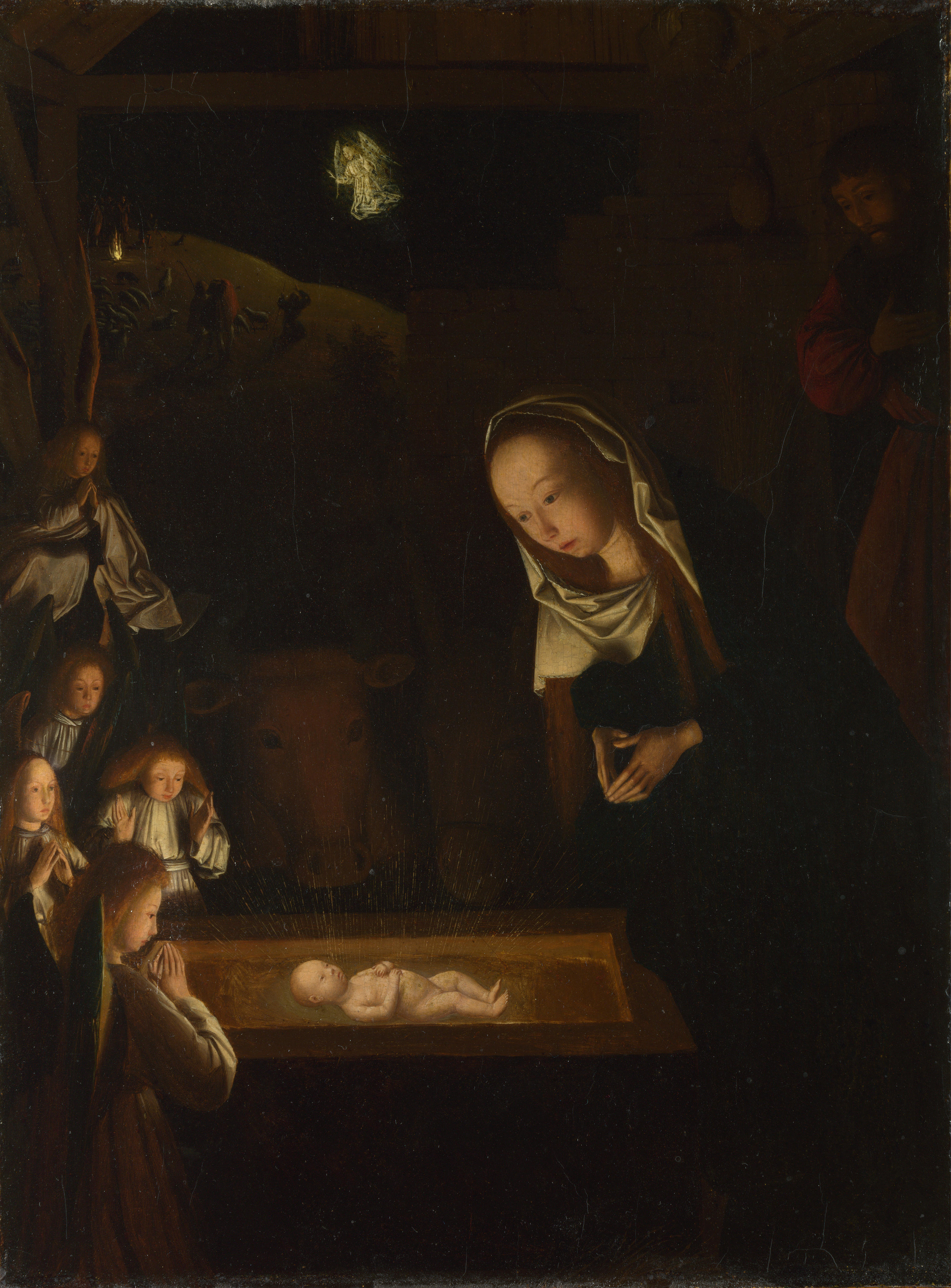
Narození v noci, Geertgen tot Sint Jans, kol. r. 1490

Hlavní články: Vtělení (křesťanství), Narození Páně a Druhý Adam
On je obrazem neviditelného Boha, prvorozený všeho tvorstva. Skrze něj bylo stvořeno všechno na nebi i na zemi, všechno viditelné i neviditelné.
– Kol 1, 15–16 (Kral, ČEP)
Výše uvedený verš z listu Kolosanům považuje Ježíšovo narození za předobraz celého stvoření.
Apoštol Pavel považoval Ježíšovo narození za událost kosmického významu, která přivedla na svět „nového člověka“, jenž napravil škody způsobené pádem prvního člověka, Adama. Stejně jako janovský pohled na Ježíše jako na vtělený Logos hlásá univerzální význam jeho narození, pavlovská perspektiva zdůrazňuje v Ježíšově narození zrození nového člověka a nového světa. Pavlův eschatologický pohled na Ježíše ho staví do protikladu k Adamovi jako nového člověka mravného a poslušného. Na rozdíl od Adama je nový člověk zrozený v Ježíši poslušný Boha a uvádí do světa mravnost a spásu.
V Pavlově pojetí je Adam postaven jako první člověk a Ježíš jako druhý: Adam, který se zkazil svou neposlušností, nakazil i lidstvo a zanechal mu jako dědictví prokletí. Narození Ježíše vyvážilo Adamův pád, přineslo vykoupení a napravilo škody způsobené Adamem.
Církevní otec Ireneus ve 2. století píše:
„Když se vtělil a stal se člověkem, zahájil novou dlouhou linii lidství a poskytl nám stručným a vyčerpávajícím způsobem spásu;  abychom to, co jsme ztratili v Adamovi, totiž být podle obrazu a podoby Boží, získali zpět v Kristu Ježíši.“
V patristické teologii poskytlo Pavlovo srovnání Ježíše jako nového člověka a Adama rámec pro diskusi o jedinečnosti Ježíšova narození a následných událostí jeho života. Ježíšovo narození tak začalo sloužit jako výchozí bod pro „kosmickou christologii“, v níž mají Ježíšovo narození, život a zmrtvýchvstání univerzální důsledky. Pojetí Ježíše jako „nového člověka“ se opakuje v cyklu Ježíšova narození a znovuzrození od jeho narození až po vzkříšení: po svém narození Ježíš skrze svou mravnost a poslušnost Otci zahájil „novou harmonii“ ve vztahu mezi Bohem Otcem a člověkem. Ježíšovo narození a zmrtvýchvstání tak vytvořilo tvůrce a vzor nového lidstva. Podle tohoto názoru Ježíšovo narození, smrt a zmrtvýchvstání přinesly spásu a napravily škody způsobené Adamem.
Jako biologický syn Davidův by Ježíš patřil k židovskému rodu, etniku, národu a kultuře. Jedním z argumentů proti tomu by byl rozpor v Ježíšově rodokmenu: Matouš říká, že je synem Šalomounovým, a Lukáš, že je synem Nátanovým – Šalomoun a Nátan jsou bratři. Jan Damašský učil, že zde žádný rozpor není, protože Nátan si vzal Šalomounovu ženu až po Šalomounově smrti v souladu s Písmem, totiž yibbum (micva, podle níž si muž musí vzít bezdětnou vdovu po svém bratrovi).
Ježíš vyrůstal v Galileji a odehrávala se zde velká část jeho působení. Mezi jazyky, kterými se v Galileji a Judsku mluvilo v 1. století n. l., patřila židovská palestinská aramejština, hebrejština a řečtina, přičemž aramejština převládala. Panuje značná shoda v tom, že Ježíš přednesl většinu svého učení v aramejštině v galilejském dialektu.
Kanonická evangelia popisují, že Ježíš nosil cicit – střapce na talitu –  v Matoušovi 14,36 a Lukášovi 8,43–44.
Kromě toho Nový zákon neobsahuje žádné popisy Ježíšova vzhledu před jeho smrtí a evangelijní vyprávění jsou obecně indiferentní k rasovému vzhledu nebo rysům osob.:48–51

## Působení

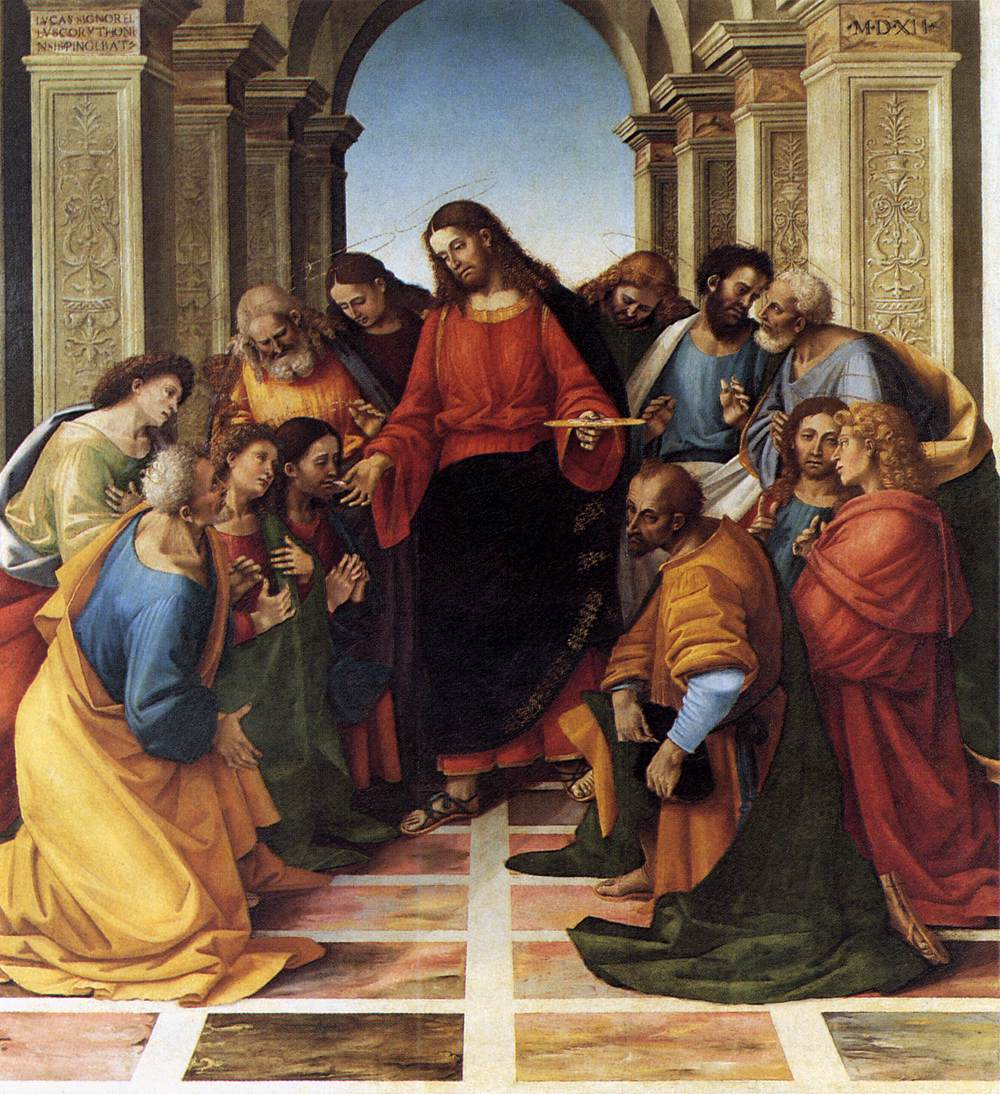
Společenství apoštolů, Luca Signorelli, 1512

Hlavní článek: Ježíšovo působení
Viz též: Novozákonní místa spojená s Ježíšem
Zloděj přichází, jen aby kradl, zabíjel a ničil. Já jsem přišel, aby (ovce) měly život a měly ho v hojnosti. – Jan 10, 10 (Kral, ČEP)
Zdá se, že Ježíš měl dva základní cíle ve vztahu k lidem a materiálním věcem: (1) aby byli osvobozeni od tyranie majetku a (2) aby se aktivně starali o potřeby druhých.
V kanonických evangeliích začíná Ježíšovo působení jeho křtem na judském venkově poblíž řeky Jordán a končí v Jeruzalémě po Poslední večeři. Lukášovo evangelium – Lk 3, 23 (Kral, ČEP) uvádí, že Ježíšovi bylo na začátku jeho působení „asi 30 let“. Datum začátku jeho působení se odhaduje přibližně na roky 27 až 29 n. l. a konec na roky 30 až 36 n. l.
Ježíšovo galilejské působení začíná, když se po svém křtu vrací z Judské pouště zpět do Galileje. V tomto raném období káže po Galileji a získává své první učedníky, kteří s ním začínají putovat a nakonec tvoří jádro prvotní církve. Hlavní galilejské působení, které začíná v 8. kapitole Matoušova evangelia – Mt 8 (Kral, ČEP), zahrnuje pověření dvanácti apoštolů a pokrývá většinu Ježíšova působení v Galileji. Poslední galilejské působení začíná po smrti Jana Křtitele, když se Ježíš připravuje na cestu do Jeruzaléma.
V pozdějším judském působení se Ježíš vydává na svou poslední cestu do Jeruzaléma přes Judsko. Když Ježíš putuje směrem do Jeruzaléma, v pozdějším Pereaském (zajordánském) působení se asi ve třetině cesty od Galilejského jezera podél řeky Jordán vrací do oblasti, kde byl pokřtěn.
Závěrečné působení v Jeruzalémě se někdy nazývá pašijový týden a začíná Ježíšovým triumfálním vjezdem do Jeruzaléma. Evangelia poskytují o závěrečném působení více podrobností než o ostatních obdobích a poslednímu týdnu Ježíšova života v Jeruzalémě věnují asi třetinu svého textu.

## Učení, podobenství a zázraky

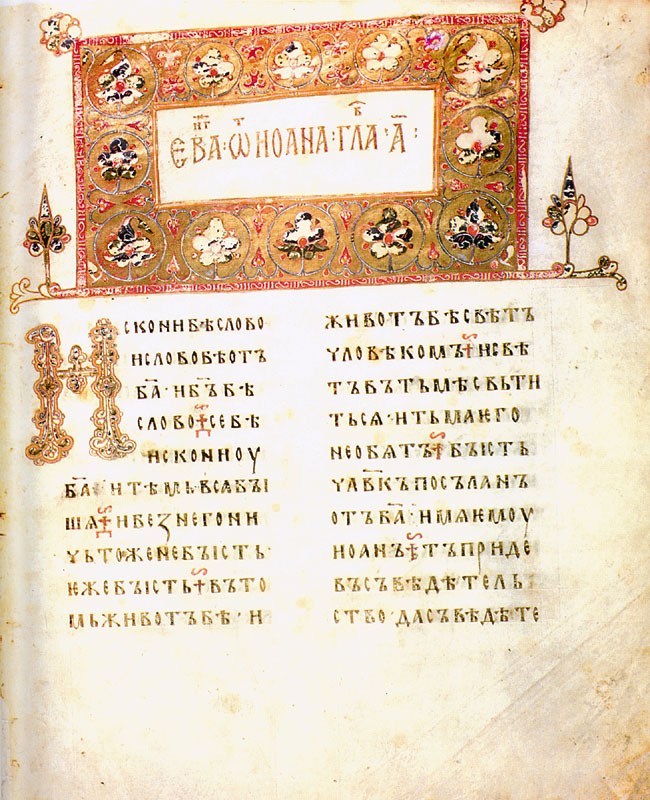
Evangelium podle Jana, 1056

Slova, která vám mluvím, nemluvím sám od sebe; Otec, který ve mně přebývá, činí své skutky. – Jan 14, 10 (Kral, ČEP)
V Novém zákoně je Ježíšovo učení představeno v podobě jeho „slov a skutků“. Ježíšova slova zahrnují kromě podobenství, která se objevují v celém vyprávění synoptických evangelií (Janovo evangelium podobenství neobsahuje), také několik kázání. Ke skutkům patří zázraky a další činy vykonané během jeho působení.
Ačkoli kanonická evangelia jsou hlavním zdrojem Ježíšova učení, Pavlovy listy, které byly pravděpodobně napsány několik desetiletí před evangelii, poskytují jedny z nejstarších písemných zpráv o Ježíšově učení.
Nový zákon nepředkládá Ježíšovo učení pouze jako jeho vlastní učení, ale ztotožňuje Ježíšova slova s božským zjevením, přičemž Jan Křtitel v Janovi –  Jan 3, 34 (Kral, ČEP) uvádí: „Ten, koho poslal Bůh, mluví slova Boží, neboť Bůh udílí svého Ducha v plnosti.“ A Ježíš v Janovi – Jan 7, 16 (Kral, ČEP) uvádí: „Mé učení není mé, ale toho, kdo mě poslal.“ V Matoušově evangeliu – Mt 11, 27 (Kral, ČEP) Ježíš tvrdí, že má božské poznání, a prohlašuje: „Nikdo nezná Syna než Otec, ani Otce nezná nikdo než Syn“, čímž potvrzuje vzájemné poznání, které má s Otcem.
Jedním z nejdůležitějších Ježíšových učení je jeho druhý příchod v Matoušově evangeliu – Mt 24 (Kral, ČEP) a Lukášově evangeliu – Lk 21 (Kral, ČEP). Tam Ježíš vysvětluje znamení posledních dnů, všeobecně známých jako konec času. Jedná se o dny, které předcházejí druhému příchodu Ježíše Krista, mluvil tam o znameních konce dnů a o tom, co se stane věřícím v Krista, o pronásledování a útrapách, které na svět přijdou. Druhý Ježíšův příchod se dělí především na dvě části, a to na vytržení a druhý příchod. Vytržení je doba, kdy Ježíš přijde do nebe, aby tam na sedm let vzal své svaté, a druhý příchod je doba, kdy přijde se svatými vládnout zemi po dobu tisíce let. Tento příchod se také označuje jako tisíciletá vláda.[zdroj?]

### Kázání, řeči a promluvy
Viz též: Pět Matoušových rozprav, Horské kázání a Blahoslavenství

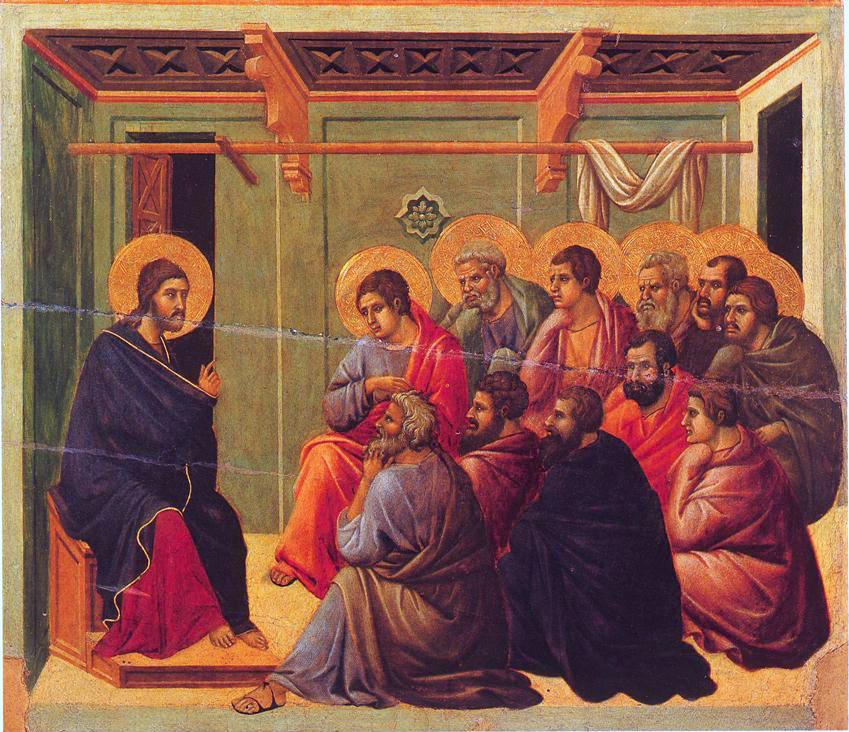
Ježíšova řeč na rozloučenou s jedenácti zbývajícími učedníky po Poslední večeři, z Ducciovy Maesty

Evangelia obsahují několik Ježíšových promluv při konkrétních příležitostech, například řeč na rozloučenou, kterou pronesl po Poslední večeři v noci před svým ukřižováním. Ačkoli se o některých Ježíšových promluvách píše, že se odehrávají ve formální atmosféře synagogy – např. v Mt 4, 23 (Kral, ČEP), mnohé z nich připomínají spíše rozhovory než formální přednášky.
Matoušovo evangelium má strukturovaný soubor kázání, často označovaný jako Pět Matoušových rozprav, který představuje mnoho Ježíšových stěžejních učení. Každá z pěti rozprav má některé paralelní pasáže v Markově nebo Lukášově evangeliu. Pět Matoušových rozprav začíná Kázáním na hoře, které obsahuje mnoho Ježíšových morálních poučení a které patří k nejznámějším a nejcitovanějším částem Nového zákona. Horské kázání obsahuje blahoslavenství, která popisují vlastnosti lidí Božího království, vyjádřené jako „požehnání“. Blahoslavenství se zaměřují spíše na lásku a pokoru než na násilí a vynucování, a odrážejí klíčové ideály Ježíšova učení o spiritualitě a milosrdenství. Mezi další Matoušovy promluvy patří Misijní promluva v Matoušově desáté kapitole – Mt 10 (Kral, ČEP) a Promluva o církvi v Matoušově osmnácté kapitole – Mt 18 (Kral, ČEP), která obsahuje pokyny pro učedníky a klade základní pravidla chování pro budoucí společenství učedníků.

### Podobenství

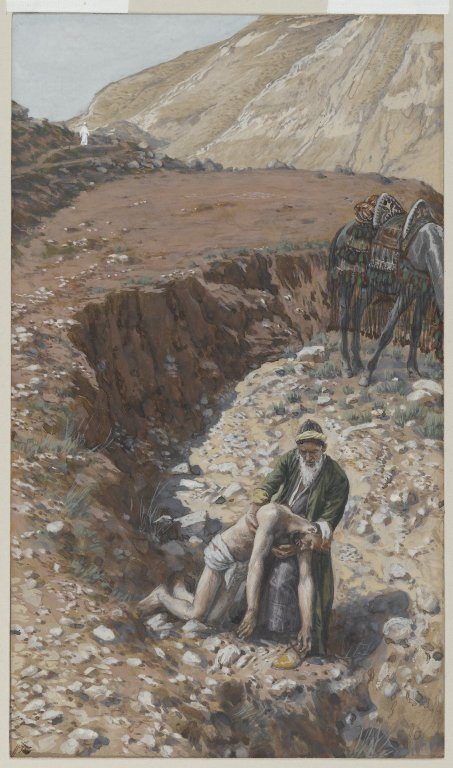
Dobrý Samaritán je obraz od Jamese Tissota. Podobenství o milosrdném Samaritánovi je jedním z Ježíšových podobenství.

Ježíšova podobenství představují hlavní složku jeho učení v evangeliích, přibližně třicet podobenství tvoří asi třetinu jeho zaznamenaného učení. Podobenství se mohou objevovat v rámci delších kázání i na jiných místech vyprávění. Ježíšova podobenství jsou zdánlivě jednoduché a zapamatovatelné příběhy, často s obrazotvorností, a každé z nich přináší učení, které obvykle spojuje fyzický svět se světem duchovním.
Lisco a Fairbairn v 19. století uvedli, že v Ježíšových podobenstvích „obraz vypůjčený z viditelného světa je doprovázen pravdou z neviditelného (duchovního) světa“ a že Ježíšova podobenství nejsou „pouhými podobenstvími, která slouží k ilustraci, ale jsou vnitřními analogiemi, v nichž se příroda stává svědkem duchovního světa“. Podobně William Barclay, který ve 20. století nazývá podobenství „pozemským příběhem s nebeským významem“, uvádí, že Ježíšova podobenství používají známé příklady, aby přivedla mysl druhých k nebeským pojmům. Naznačuje, že Ježíš svá podobenství netvořil pouze jako analogie, ale na základě „vnitřní příbuznosti mezi přirozeným a duchovním řádem“.
Jeden z hlavních důvodů, proč Ježíš mluvil k Židům v podobenstvích, vysvětlil svým učedníkům sám Ježíš. Nachází se v Matoušově evangeliu – Mt 13, 13–14 (Kral, ČEP); tam Ježíš vysvětluje, proč k izraelskému lidu používal hodně podobenství. Ježíš vysvětlil, že se tak děje kvůli naplnění proroctví proroka Izajáše, které se nachází v Izajášovi – Iz 6, 9–10 (Kral, ČEP). Ježíš vysvětlil, že se tak děje kvůli naplnění proroctví proroka Izajáše. Bylo to proto, aby lid Izraele nepochopil a neuvědomil si, kdo Ježíš je, a nepřijal ho, udělal to záměrně, aby zajistil pohanům, aby se mohli stát Božími dětmi.

### Ježíšovy zázraky
Věřte těm skutkům, abyste jednou provždy pochopili, že Otec je ve mně a já v Otci. – Jan 10, 38 (Kral, ČEP)
V křesťanském učení byly Ježíšovy zázraky stejným prostředkem jeho poselství jako jeho slova. Mnohé ze zázraků zdůrazňují význam víry, například při uzdravení deseti malomocných Ježíš neřekl: „Má moc vás zachránila“, ale říká: „Vstaňte a jděte, vaše víra vás zachránila.“ Podobně v zázraku chození po vodě dostává apoštol Petr důležitou lekci o víře v tom, že když jeho víra ochabuje, začíná se topit.

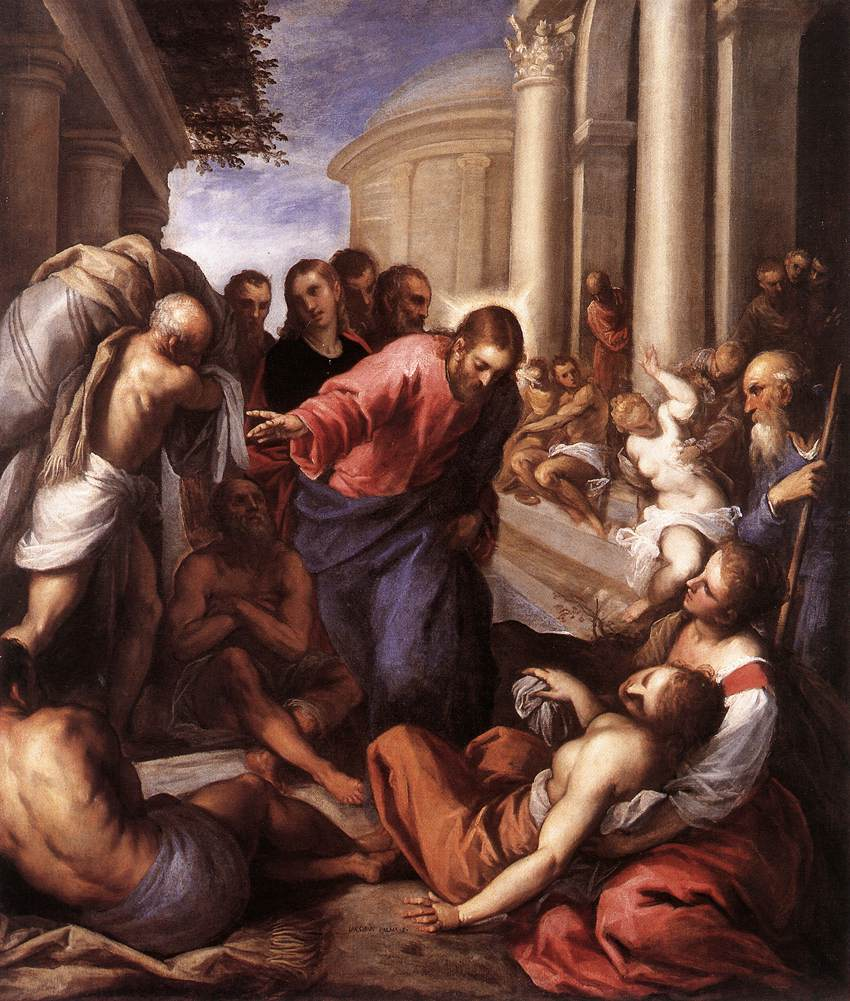
Ježíš zázračně uzdravuje ochrnutého: Rybníček od Palmy il Giovane, r. 1592

Jedním společným znakem všech Ježíšových zázraků v evangelijních zprávách je, že Ježíš poskytoval dobrodiní zdarma a nikdy za své uzdravující zázraky nepožadoval ani nepřijímal žádnou formu úplaty, na rozdíl od některých velekněží jeho doby, kteří uzdraveným účtovali poplatky. V Matoušově evangeliu – Mt 10, 8 (Kral, ČEP) radí svým učedníkům, aby uzdravovali nemocné, křísili mrtvé, očišťovali malomocné a vyháněli démony bez úplaty, a uvádí: „Zadarmo jste dostali, zadarmo dávejte“.
Křesťané obecně věří, že Ježíšovy zázraky byly skutečnými historickými událostmi a že jeho zázračné skutky byly důležitou součástí jeho života a svědčily o jeho božství a hypostatické unii, tj. dvojí přirozenosti Kristova lidství a božství v jedné hypostázi. Křesťané věří, že zatímco Ježíšovy zážitky hladu, únavy a smrti byly důkazem jeho lidství, zázraky byly důkazem jeho božství.
Křesťanští autoři také považují Ježíšovy zázraky nejen za projevy síly a všemohoucnosti, ale za skutky lásky a milosrdenství: byly vykonány, aby projevily soucit s hříšným a trpícím lidstvem. Autoři Ken a Jim Stockerovi uvádějí, že „každý jednotlivý zázrak, který Ježíš vykonal, byl aktem lásky“. A každý zázrak zahrnuje konkrétní učení.
Protože podle Janova evangelia nebylo možné vyprávět o všech zázracích, které Ježíš vykonal, uvádí Katolická encyklopedie, že zázraky uvedené v evangeliích byly vybrány z dvojího důvodu: jednak pro zjevení Boží slávy, jednak pro jejich důkazní hodnotu. Ježíš označil své „skutky“ za důkazy svého poslání a svého božství a v Jan 5, 36 (Kral, ČEP) prohlásil, že jeho zázraky mají větší důkazní hodnotu než svědectví Jana Křtitele.

## Ukřižování a vykoupení
Viz též: Agnus Dei
Zprávy o Ježíšově ukřižování a následném zmrtvýchvstání poskytují bohaté zázemí pro christologickou analýzu, a to od kanonických evangelií až po Pavlovy epištoly.
Janova „dějinná christologie“ spojuje koncept, že Ježíš je Synem svého Otce, s myšlenkou, že přišel na svět jako zástupce svého Otce, pověřený a poslaný Otcem, aby zastupoval Otce a konal Otcovo dílo. V každém synoptickém zobrazení Ježíše je obsaženo učení, že spása, kterou Ježíš poskytuje, je neoddělitelná od samotného Ježíše a jeho božské identity. Synovství a dějinnost se v synoptických evangeliích spojují pouze v podobenství o vinici – Mt 21, 37 (Kral, ČEP); Mk 12, 6 (Kral, ČEP); Lk 20, 13 (Kral, ČEP). Ježíšovo podstoupení ukřižování je obětí, kterou přináší jako Boží zástupce nebo Boží služebník v zájmu konečného vítězství, což navazuje na spásné téma Janova evangelia, které začíná v Jan 1,36 hlásáním Jana Křtitele: „Beránek Boží, který snímá hříchy světa“. Další posílení tohoto konceptu je obsaženo ve Zjevení – Zj 21, 14 (Kral, ČEP), kde „zabitý, ale stojící beránek“ je jediný, kdo je hoden zacházet se svitkem (tj. knihou) obsahujícím jména těch, kteří mají být spaseni.
Ústředním prvkem christologie prezentované ve Skutcích apoštolů je potvrzení víry, že Ježíšova smrt ukřižováním se stala „s Božím prozřetelností podle určitého plánu“. V tomto pohledu, stejně jako ve Sk 2, 23 (Kral, ČEP), není kříž vnímán jako pohoršení, neboť Ježíšovo ukřižování „z rukou bezbožníků“ je považováno za naplnění Božího plánu.
Pavlova christologie se specificky zaměřuje na Ježíšovu smrt a vzkříšení. Ježíšovo ukřižování je pro Pavla přímo spojeno s jeho Vzkříšením a výraz „Kristův kříž“ použitý v listu Galaťanům – Gal , 6 (Kral, ČEP) lze považovat za jeho zkratku poselství evangelií. Ježíšovo ukřižování pro Pavla nebylo izolovanou událostí v dějinách, ale kosmickou událostí s významnými eschatologickými důsledky, jak se píše v 1Kor 2, 8 (Kral, ČEP). Pavel se tedy domnívá, že Ježíšovo ukřižování je pro něj událostí, která je v dějinách ojedinělá. V Pavlově pojetí Ježíš, poslušný až k smrti – Flp 2, 8 (Kral, ČEP), zemřel „v pravý čas“ – Řím 4, 25 (Kral, ČEP) na základě Božího plánu. Pro Pavla není „moc kříže“ oddělitelná od Ježíšova vzkříšení.
Jan Kalvín podporoval christologii „Božího zástupce“ a tvrdil, že Ježíš mohl v procesu před Pilátovým soudem úspěšně obhajovat svou nevinu, ale místo toho se podrobil ukřižování v poslušnosti Otci. Toto christologické téma pokračovalo až do 20. století, a to jak ve východní, tak v západní církvi. Ve východní církvi Sergej Bulgakov tvrdil, že Ježíšovo ukřižování bylo Otcem „předem“ určeno ještě před stvořením světa, aby vykoupilo lidstvo z potupy způsobené Adamovým pádem, zatímco v západní církvi Karl Rahner rozvinul analogii, že krev Beránka Božího (a voda z Ježíšova boku) prolitá při ukřižování měla očistnou povahu, podobnou křestní vodě.
Mormoni věří, že ukřižování bylo vyvrcholením Kristova usmíření, které začalo v Getsemanské zahradě.

## Vzkříšení, nanebevstoupení a druhý příchod
Hlavní články: Ježíšovo zmrtvýchvstání, Ježíšovo nanebevstoupení a Druhý příchod
Viz též: Ježíšovo zmrtvýchvstání v křesťanském umění a Nanebevstoupení Páně v křesťanském umění

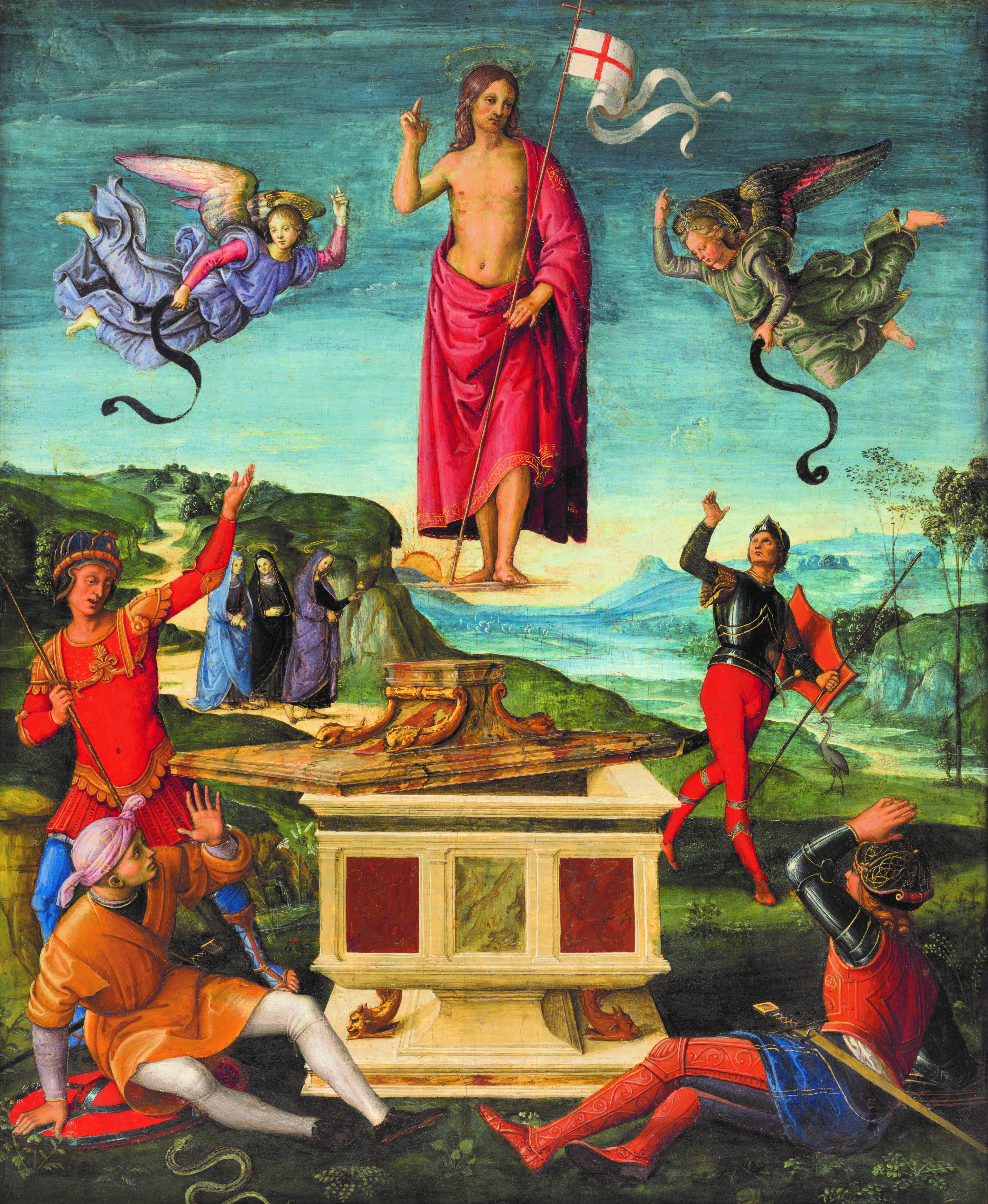
Zobrazení Ježíšova zmrtvýchvstání má v křesťanském umění zásadní význam (Rafaelovo Zmrtvýchvstání Krista, 1499–1502).

Nový zákon učí, že Ježíšovo vzkříšení je základem křesťanské víry. Křesťané jsou skrze víru v Boží působení duchovně vzkříšeni s Ježíšem a jsou vykoupeni, aby mohli žít novým způsobem života.
V učení apoštolské církve 1. století bylo vzkříšení vnímáno jako předzvěst budoucí doby. Formování teologie vzkříšení připadlo apoštolu Pavlovi. Podle Pavla nestačilo pouze opakovat základní učení, ale jak stojí v listu Židům – Žid 6, 1 (Kral, ČEP), „překročit počáteční učení o Kristu a pokročit k dospělosti“. Zásadní pro Pavlovu teologii je souvislost mezi Kristovým vzkříšením a vykoupením. Pavel v 1Kor 15, 20–22 (Kral, ČEP) vysvětluje význam Ježíšova vzkříšení jako příčinu a základ naděje křesťanů, že budou sdílet podobnou zkušenost:
Avšak Kristus byl vzkříšen jako první z těch, kdo zesnuli. A jako vešla do světa smrt skrze člověka, tak i zmrtvýchvstání:   jako v Adamovi všichni umírají, tak v Kristu všichni dojdou života.
Jestliže v centru Pavlovy teologie stojí kříž, pak také vzkříšení: pokud by jeden nezemřel smrtí všech, neměli by všichni co slavit vzkříšení jednoho. Pavel učil, že stejně jako mají křesťané podíl na Ježíšově smrti ve křtu, budou mít podíl i na jeho vzkříšení, neboť Ježíš byl svým vzkříšením označen za Božího Syna. Pavlovy názory byly v rozporu s myšlenkami řeckých filozofů, pro které tělesné vzkříšení znamenalo nové uvěznění v tělesném těle, čemuž se chtěli vyhnout, vzhledem k tomu, že pro ně tělesné a hmotné spoutávalo ducha. Pavel zároveň věřil, že nově vzkříšené tělo bude tělem duchovním – nesmrtelným, oslaveným a silným, na rozdíl od těla pozemského, které je smrtelné, potupené a slabé.
O Ježíšově smrti a zmrtvýchvstání hovořili apoštolští otcové, včetně Ignáce (50–115), Polykarpa (69–155) a Justina Mučedníka (100–165). Po Konstantinově obrácení a po vydání uvolňujícího Milánského ediktu v roce 313 pomohly ekumenické koncily ve 4., 5. a 6. století, které se zaměřily na christologii, utvářet křesťanské chápání vykupitelské povahy Zmrtvýchvstání a ovlivnily jak vývoj jeho ikonografie, tak jeho používání v liturgii.

## Netrinitární perspektivy
Další informace: Antitrinitářství
Učení o Nejsvětější Trojici, včetně přesvědčení, že Ježíš je osobou v Nejsvětější Trojici, není mezi křesťany všeobecně přijímáno. Mezi netrinitární křesťanské skupiny patří Církev Ježíše Krista Svatých posledních dnů, unitáři a svědkové Jehovovi. Ačkoli všechny moderní netrinitární skupiny odmítají učení o Nejsvětější Trojici, jejich názory na Ježíšovu přirozenost se přesto značně liší. Někteří nevěří, že Ježíš je Bůh, místo toho se domnívají, že byl Božím poslem, prorokem nebo dokonalým stvořeným člověkem. Tento názor zastávaly starověké sekty, jako jsou ebionité, a novodobí unitáři.